# Cantó de Satilhau

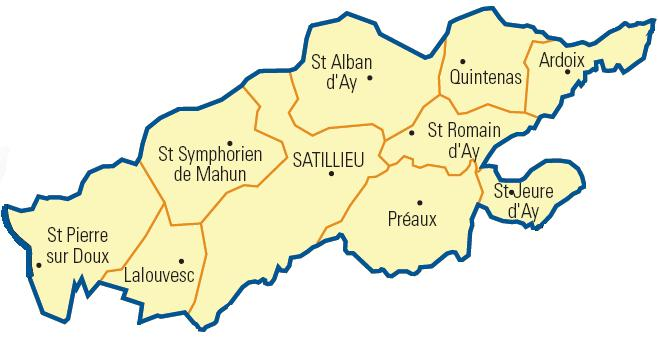
Comunes del cantó

El cantó de Satilhau és un cantó francès del departament de l'Ardecha, situat al districte de Tornon. Té 10 municipis i el cap és Satilhau.

## Municipis
- Ardoix
- Lalovesc
- Préaux
- Quintenàs
- Sant Alban d'Ai
- Saint-Jeure-d'Ay
- Saint-Pierre-sur-Doux
- Sant Roman d'Ai
- Saint-Symphorien-de-Mahun
- Satilhau

## Història
| Data d'elecció                           | Identitat     | Partit          | Qualitat |
| ---------------------------------------- | ------------- | --------------- | -------- |
| 1952-1964                                | Raoul Tracol  | Divers droite   |          |
| 1964-197.                                | M. de Missolz | CD              |          |
| 197.-1982                                | M. Bertrand   | RI, després UDF |          |
| 1982-                                    | Pierre Giraud | Divers droite   |          |
| les dades anteriors no són pas conegudes |               |                 |          |
|                                          |               |                 |          |

| 1962  | 1968  | 1975  | 1982  | 1990  | 1999  | 2007  |
| ----- | ----- | ----- | ----- | ----- | ----- | ----- |
| 6.034 | 6.463 | 6.427 | 6.761 | 7.100 | 7.122 | 7.906 |